# 北都総研
北都総研株式会社（ほくとそうけん）は、秋田県秋田市に本社を置いた北都銀行系列であった不動産関連企業。

## 概要
1953年（昭和28年）、羽後銀行(当時)が、同行の付随業務や不動産関連業務を担うために設立。北都銀行の発足後には、現社名に改称された。
2010年（平成22年）6月まではシンクタンク業務も担うも、同年7月1日、同業務を株式会社フィデア総合研究所（現在は、フィデア情報総研が継承）へ譲渡した。
2012年（平成24年）3月1日付で北都銀行本体に吸収合併され、解散した。

## かつての子会社
- 北都ベンチャーキャピタル…荘銀ベンチャーキャピタル（現・フィデアキャピタル）が事業を譲受した。
- 北都チャレンジファンド 1号投資事業組合･･･獲得案件は、同じく荘銀ベンチャーキャピタル(当時)に対し譲受。